# Università di lingue straniere di Pechino
L'università di lingue straniere di Pechino (北京外国语大学S, Běijīng Wàiguóyǔ DàxuéP; soprannome Beiwai; sigla BFSU dal nome inglese Beijing Foreign Studies University) è un'università di lingue straniere e studi internazionali della Repubblica popolare cinese.

## Il campus
Situata nell'area di Weigongcun, a Pechino, la Beiwai è composta da due campus, il campus est ed il campus ovest, divisi dal terzo anello della tangenziale cittadina, il Third Ring Road (Xisanhuan Beilu, 西三环北路). L'area totale dei due campus è di 304.553 m², dei quali 40.000 m² è l'area totale dei dormitori degli studenti e 9.997 m² è quella della biblioteca. Altre strutture all'interno del campus includono laboratori audiovisivi, due mense di diversi piani, campi sportivi, negozi, supermercati ed una palestra con piscina che si sviluppa in diversi piani.

## Storia
La Beiwai si è evoluta dalla Scuola di lingue straniere di Yan'an, basata sull'unità di lingua russa della terza branca del "college militare e politico anti-giapponese del popolo cinese", fondato dal Partito Comunista Cinese durante l'invasione giapponese. La BFSU in passato si è gloriata di avere contatti con il Comitato centrale del Partito Comunista Cinese e con i leader principali del governo cinese (nomi quali Mao Zedong e Zhou Enlai). Affiliata al Ministero degli affari esteri della Repubblica popolare cinese fin dalla sua fondazione negli anni ottanta, la BFSU è attualmente un'università chiave che dipende dal Ministero dell'istruzione cinese, oltre la principale base cinese di offerta d'istruzione per le lingue straniere.
La BFSU si è qualificata nel primo round della competizione per partecipare al Progetto 211, un programma di sviluppo dell'istruzione universitaria in Cina lanciato dal Ministero dell'istruzione nel 1996.
Circa 115 membri del corpo insegnante sono riconosciuti dallo Stato per le loro prestazioni accademiche, e ricevono per questo sussidi statali.

## Scuole e dipartimenti

### Scuole
- Scuola di legge

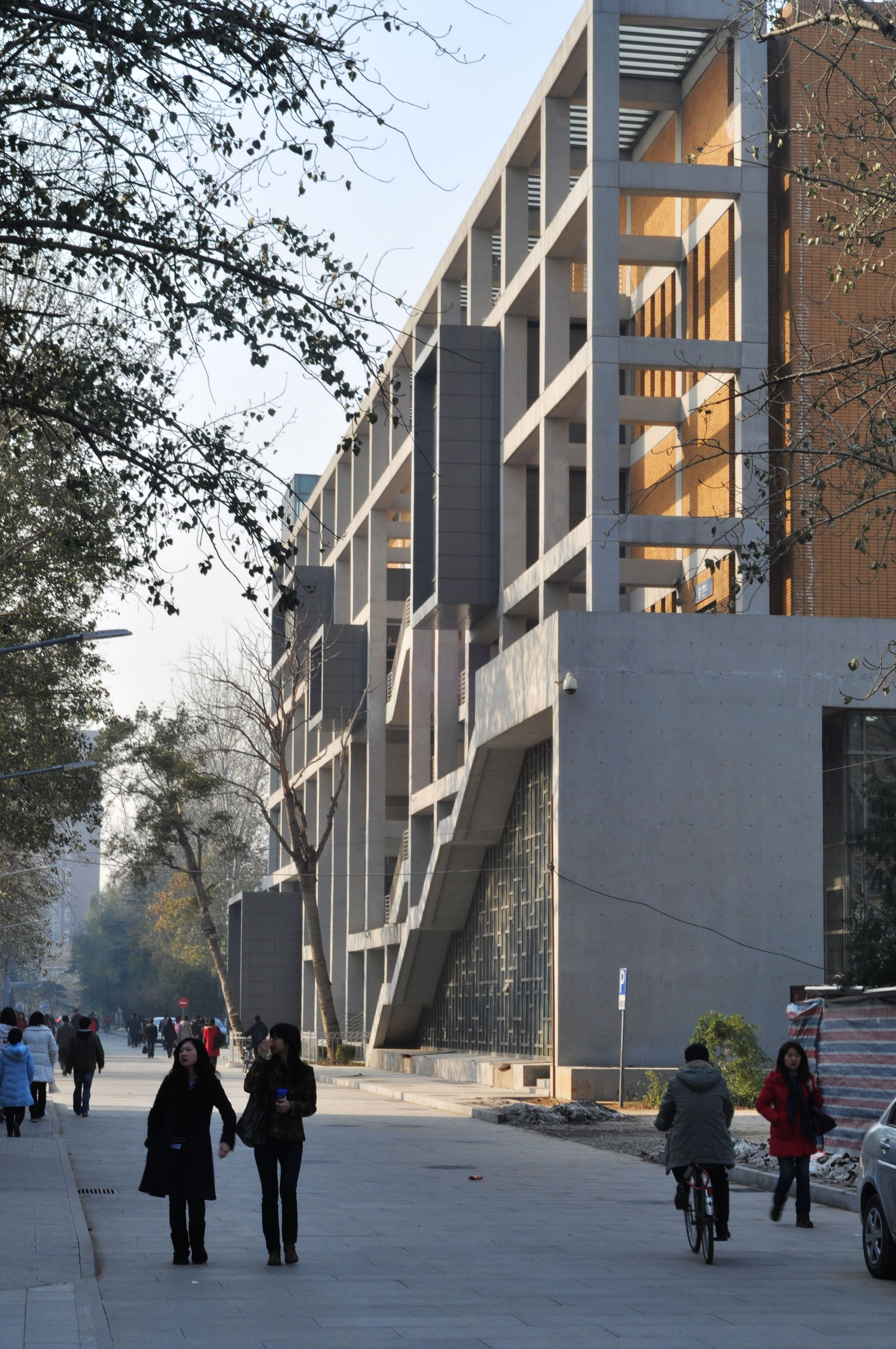
La palestra della Beiwai

- Scuola di studi asiatici ed africani
  - Dipartimento di studi coreani
  - Dipartimento di studi del sudest asiatico
    - Studi cambogiani
    - Studi del Laos
    - Studi malesi
    - Studi indonesiani
    - Studi Viet
    - Studi birmani
    - Studi thailandesi
    - Studi filippini

  - Dipartimento di studi dell'Asia meridionale
    - Sinhala
    - Hindi
    - Urdu

  - Dipartimento di Studi mediorientali ed africani
    - Swahili
    - Hausa
    - Turco
    - Studi ebraici
    - Studi persiani
- Scuola di Lingua e letteratura Cinese
  - Dipartimento di lingua cinese
  - Dipartimento di cinese come lingua straniera
- Scuola d'inglese e studi internazionali
  - Department d'inglese
  - Dipartimento di giornalismo e comunicazioni internazionali
  - Dipartimento di traduzione ed interpretariato
  - Dipartimento di studi irlandesi
- Scuola di lingue e culture europee
  - Dipartimento di studi dell'Europa orientale e meridionale
    - Albanologia
    - Studi bulgari
    - Studi cechi
    - Studi slovacchi
    - Studi rumeni
    - Studi ungheresi
    - Studi italiani
    - Latino
    - Studi maltesi
    - Studi polacchi
    - Studi serbi
    - Studi croati
    - Studi sloveni
    - Studi ellenici

  - Dipartimento di studi dell'Europa settentrionale
    - Studi danesi
    - Studi olandesi
    - Studi estoni
    - Studi finnici
    - Studi islandesi
    - Studi lettoni
    - Studi lituani
    - Studi norvegesi
- Scuola di business internazionale
  - Dipartimento di contabilità
  - Dipartimento di economia aziendale
  - Dipartimento di commercio elettronico ed amministrazione dell'informazione
  - Dipartimento di finanza
  - Dipartimento di economia internazionale
  - 国际金融与商务研究所
- Scuola di relazioni internazionali e diplomazia
  - Dipartimento di diplomazia
  - Dipartimento di politica internazionale
  - 国际问题研究所
- Scuola di studi russi (Институт Русского Языка)
  - Studi russi
  - Studi ucraini
- Scuola superiore di traduzione ed interpretariato

### Dipartimenti
- Dipartimento di studi arabi
  - Studi arabi
- Dipartimento di francese e studi francofoni
  - Studi francesi
  - Studi svizzeri
- Dipartimento di studi germanici
  - Studi germanici
  - Studi svedesi
- Dipartimento di studi giapponesi
  - Studi giapponesi
- Dipartimento di studi spagnoli e portoghesi
  - Studi spagnoli
  - Studi portoghesi

## Cooperazioni internazionali

### Istituti Confucio
- Austria: Università di Vienna
- Belgio: Bruxelles
- Belgio: Université de Liège
- Bulgaria: Sofia University
- Rep. Ceca: Palacký University
- Germania: Heinrich-Heine-Universität Düsseldorf
- Germania: Norimberga
- Germania: Georg-August-Universität Göttingen
- Germania: Ruprecht-Karls-Universität Heidelberg
- Ungheria: Eötvös Loránd Tudományegyetem
- Italia: Sapienza Università di Roma
- Polonia: Università Jagellonica
- Corea del Sud: Hankuk University of Foreign Studies
- Stati Uniti: University of Hawaii at Manoa